# Alice Rohrwacher
Pour les articles homonymes, voir Rohrwacher.
Alice Rohrwacher [aˈliːt͡ʃe rorˈvaːker] , née le 29 décembre 1980 à Fiesole, est une réalisatrice et scénariste italienne.

## Biographie
Alice Rohrwacher est la sœur de l'actrice Alba Rohrwacher. Sa mère est une enseignante italienne et son père un violoniste allemand, devenu ensuite apiculteur en Ombrie. Elle fait des études de lettres à l'université de Turin. En 2011, elle écrit et réalise son premier film de fiction, Corpo celeste, présenté à la Quinzaine des réalisateurs lors du festival de Cannes 2011,, et lui vaudra le Ruban d'argent du premier film.
Son film Les Merveilles est sélectionné en compétition au festival de Cannes 2014 où il reçoit le grand prix.
Le film Heureux comme Lazzaro (Lazzaro Felice) est en sélection officielle au Festival de Cannes 2018 et reçoit le prix du scénario, ex æquo avec le film iranien Trois visages.
En 2019, elle est membre du jury au Festival de Cannes sous la présidence d'Alejandro González Iñárritu.
Au Festival de Cannes 2022, elle présente son court-métrage Le pupille et réalise une masterclass.
Elle revient de nouveau à Cannes en 2023 mais cette fois-ci en compétition avec La Chimère avec Josh O'Connor dans le rôle principal. Malgré de bonnes critiques, le film ne reçoit aucun prix. En décembre de la même année, le centre Pompidou à Paris lui consacre une rétrospective. 

## Style
Bong Joon-ho a décrit son œuvre comme « un mélange de réalisme magique et de néoréalisme, où des personnages innocents se heurtent à des monstres de corruption dans une description hypnotique du monde quotidien ».

## Films préférés
En 2022, Alice Rohrwacher a dressé la liste de ses 10 films préférés pour la revue Sight and Sound.
- 1925 : La Grève (Стачка) de Sergueï Eisenstein
- 1951 : Miracle à Milan (Miracolo a Milano) de Vittorio De Sica et Cesare Zavattini
- 1957 : Les Nuits de Cabiria (Le notti di Cabiria) de Federico Fellini
- 1967 : La Terre vue de la Lune (La Terra vista dalla Luna) de Pier Paolo Pasolini
- 1969 : Sayat Nova : La Couleur de la grenade (Цвет граната) de Sergueï Paradjanov
- 1978 : En découvrant le vaste monde (Познавая белый свет) de Kira Mouratova
- 1979 : Le Conte des contes (Сказка сказок) de Iouri Norstein
- 1982 : Il pianeta azzurro de Franco Piavoli
- 1985 : Sans toit ni loi d'Agnès Varda
- 2011 : Le Havre d'Aki Kaurismäki

## Filmographie
Sauf indication contraire, les informations mentionnées dans cette section peuvent être confirmées par la base de données cinématographiques IMDb,  présente dans la section « Liens externes ».

### Réalisatrice
- 2006 : Checosamanca (film documentaire collectif), réalisé avec Andrea D'Ambrosio, Martina Parenti et Andrea Segre
- 2011 : Corpo celeste
- 2014 : Les Merveilles (Le meraviglie)
- 2015 : De Djess (court-métrage de 15 min)
- 2016 : Violettina (court-métrage de 4 min)
- 2018 : Heureux comme Lazzaro (Lazzaro Felice)
- 2020 : L'Amie prodigieuse (L'amica geniale) (série télévisée), saison 2, épisodes 4 et 5
- 2020 : Omelia contadina (court-métrage de 9 min), coréalisé avec JR
- 2020 : Ad una mela (court-métrage de 2 min)
- 2020 : Quattro strade (court-métrage de 8 min)
- 2021 : Futura (it) (documentaire ), coréalisé avec Francesco Munzi et Pietro Marcello
- 2022 : Le pupille (court-métrage de 39 min)
- 2023 : La Chimère (La chimera)
- 2024 : Allégorie citadine (court-métrage de 21 min), coréalisé avec JR

### Scénariste
- 2011 : Corpo celeste
- 2014 : Les Merveilles (Le meraviglie)
- 2018 : Heureux comme Lazzaro (Lazzaro Felice)
- 2023 : La Chimère (La chimera)
- 2024 : Allégorie citadine (court-métrage)

### Monteuse
- 2005 : Un piccolo spettacolo (documentaire) de Pierpaolo Giarolo

### Directrice de la photographie
- 2005 : Un piccolo spettacolo (documentaire) de Pierpaolo Giarolo
- 2020 : Ad una mela (court métrage) d'elle-même

### Productrice
- 2020 : Ad una mela (court métrage) d'elle-même

### Actrice
- 2019 : Je ne sais pas si c'est tout le monde de Vincent Delerm : elle-même

## Distinctions
Sauf indication contraire, les informations mentionnées dans cette section peuvent être confirmées par la base de données cinématographiques IMDb,  présente dans la section « Liens externes ».
- Ruban d'argent 2011 : meilleur réalisateur débutant pour Corpo celeste
- Festival de Cannes 2014 : Grand prix pour Les Merveilles
- Festival de Cannes 2018 : Prix du scénario pour Heureux comme Lazzaro